# Austrocylindropuntia vestita
Austrocylindropuntia vestita ist eine Pflanzenart in der Gattung Austrocylindropuntia aus der Familie der Kakteengewächse (Cactaceae). Das Artepitheton vestita leitet sich vom lateinischen Wort vestitus für ‚bekleidet‘ ab und verweist auf die mit Haaren bedeckten Triebe der Art.

## Beschreibung
Austrocylindropuntia vestita wächst strauchig und verzweigt von der Basis her mit wenigen, aufsteigenden Ästen. Die aufrechten, nicht in Segmente gegliederten Triebe verschmälern sich zu ihrer Spitze hin. Sie sind nicht gehöckert, von bis zu 50 Zentimeter Länge und weisen einen Durchmesser von 3 Zentimeter auf. Die pfriemlichen, etwas biegsamen, lange ausdauernden Blattrudimente sind bis zu 30 Millimeter lang. Aus den kleinen, mit ineinander verwobenen Haaren besetzten Areolen entspringen zahlreiche, feine, bräunliche Dornen, die 1 bis 2,5 Zentimeter lang sind.
Die roten Blüten sind 3,5 Zentimeter lang. Das mit zahlreichen kleinen Areolen besetzte Perikarpell ist behaart. Die unbedornten, kugelförmigen Früchte sind rot bis trüb fliederfurpurfarben.

## Verbreitung, Systematik und Gefährdung
Austrocylindropuntia vestita ist in Bolivien in den Departamentos La Paz, Cochabamba, Chuquisaca, Potosí und vermutlich Tarija sowie in Argentinien in der Provinz Jujuy in Höhenlagen von 1500 bis 3200 Metern verbreitet.
Die Erstbeschreibung als Opuntia vestita durch Joseph zu Salm-Reifferscheidt-Dyck wurde 1845 veröffentlicht. Curt Backeberg stellte die Art 1942 in die Gattung Austrocylindropuntia. Weitere nomenklatorische Synonyme sind Pseudotephrocactus vestitus (Salm-Dyck) Frič (1933), Cylindropuntia vestita (Salm-Dyck) Backeb. (1936), Maihueniopsis vestita (Salm-Dyck) R.Kiesling (1998) und Trichopuntia vestita (Salm-Dyck) Guiggi (2011).
In der Roten Liste gefährdeter Arten der IUCN wird die Art als „Least Concern (LC)“, d. h. als nicht gefährdet geführt.

## Nachweise